# Beaumont (Yonne)
Beaumont és un municipi francès, situat al departament del Yonne i a la regió de Borgonya - Franc Comtat. L'any 2007 tenia 540 habitants.

## Demografia

### Població
El 2007 la població de fet de Beaumont era de 540 persones. Hi havia 209 famílies, de les quals 56 eren unipersonals (24 homes vivint sols i 32 dones vivint soles), 52 parelles sense fills, 89 parelles amb fills i 12 famílies monoparentals amb fills.
La població ha evolucionat segons el següent gràfic:
Habitants censats

### Habitatges
El 2007 hi havia 232 habitatges, 212 eren l'habitatge principal de la família, 9 eren segones residències i 10 estaven desocupats. 227 eren cases i 5 eren apartaments. Dels 212 habitatges principals, 184 estaven ocupats pels seus propietaris, 20 estaven llogats i ocupats pels llogaters i 8 estaven cedits a títol gratuït; 3 tenien una cambra, 16 en tenien dues, 33 en tenien tres, 60 en tenien quatre i 100 en tenien cinc o més. 158 habitatges disposaven pel capbaix d'una plaça de pàrquing. A 90 habitatges hi havia un automòbil i a 99 n'hi havia dos o més.

### Piràmide de població
La piràmide de població per edats i sexe el 2009 era:
| Homes | Edats   | Dones |
| ----- | ------- | ----- |
| 0     | 95 o +  | 0     |
| 0     | 90 a 94 | 0     |
| 0     | 85 a 89 | 4     |
| 4     | 80 a 84 | 16    |
| 12    | 75 a 79 | 4     |
| 8     | 70 a 74 | 12    |
| 4     | 65 a 69 | 20    |
| 20    | 60 a 64 | 0     |
| 16    | 55 a 59 | 12    |
| 12    | 50 a 54 | 0     |
| 12    | 45 a 49 | 8     |
| 16    | 40 a 44 | 8     |
| 28    | 35 a 39 | 28    |
| 32    | 30 a 34 | 36    |
| 8     | 25 a 29 | 24    |
| 0     | 20 a 24 | 0     |
| 12    | 15 a 19 | 12    |
| 24    | 10 a 14 | 16    |
| 12    | 5 a 9   | 32    |
| 20    | 0 a 4   | 24    |

## Economia
El 2007 la població en edat de treballar era de 356 persones, 265 eren actives i 91 eren inactives. De les 265 persones actives 245 estaven ocupades (127 homes i 118 dones) i 20 estaven aturades (11 homes i 9 dones). De les 91 persones inactives 39 estaven jubilades, 31 estaven estudiant i 21 estaven classificades com a «altres inactius».

### Ingressos
El 2009 a Beaumont hi havia 240 unitats fiscals que integraven 643 persones, la mediana anual d'ingressos fiscals per persona era de 17.967 €.

### Activitats econòmiques
Dels 13 establiments que hi havia el 2007, 1 era d'una empresa extractiva, 2 d'empreses alimentàries, 4 d'empreses de construcció, 1 d'una empresa de transport, 3 d'empreses d'hostatgeria i restauració i 2 d'empreses de serveis.
Dels 5 establiments de servei als particulars que hi havia el 2009, 1 era un paleta, 2 guixaires pintors, 1 electricista i 1 restaurant.

## Equipaments sanitaris i escolars
El 2009 hi havia una escola elemental.

## Poblacions més properes
El següent diagrama mostra les poblacions més properes.